# Rue Forest
La rue Forest est une rue du 18e arrondissement de Paris. Elle est très proche du cimetière de Montmartre, situé à l'est de la rue. 

## Situation et accès
La rue Forest débute boulevard de Clichy, au carrefour d'où partent également le passage de Clichy et la rue Caulaincourt. Elle se termine rue Cavallotti, au croisement avec la rue Capron.  
Ce site est desservi par les stations de métro Place de Clichy et Blanche.

## Origine du nom
Elle porte le nom de Barthélemy Forest (1813-1895), propriétaire, avocat et conseiller municipal du quartier et député de la Seine.
Le « père » Forest était également photographe, et avait dans la rue une petite maison qu'il mettait à la disposition d'Henri de Toulouse-Lautrec et dans le jardin de laquelle le peintre trace nombre de portraits en plein air, dont ceux de Suzanne Valadon ou de Désiré Dihau, le bassoniste de L'Orchestre de l'Opéra de Degas.

## Historique
Cette voie est ouverte en 1825 sous la dénomination de rue Capron, du nom d'un propriétaire de l'époque. 
Elle figure sur le cadastre de la commune des Batignolles levé en 1843.
Classée dans la voirie parisienne par un décret du 6 novembre 1908, elle prend sa dénomination actuelle par un arrêté du 19 février 1929.

## La rue Forest dans la culture

### Cinéma
Dans la saga du personnage Antoine Doinel, interprété par Jean-Pierre Léaud et réalisée par François Truffaut, des scènes ont été tournées rue Forest :
- la scène de la négociation entre Antoine Doinel et un adulte pour que celui-ci, en échange d’une commission, dépose au Mont-de-piété alors situé au numéro 16 de la rue, une machine à écrire volée par Antoine dans le film ‘’Les Quatre Cents Coups‘’ (1959) ;
- Antoine Doinel habite au 2ème étage du numéro 1 de la rue Forest au début du court-métrage ‘’Antoine et Colette‘’ (1962) ;

### Éducation
Au 14-16 rue Forest se trouve une école polyvalente, créée en 2005-2006.

## Sources et références
- Jacques Hillairet, Dictionnaire historique des rues de Paris, Paris, Les Éditions de minuit, 1972, 1985, 1991, 1997, etc. (1re éd. 1960), 1 476 p., 2 vol.  [détail des éditions] (ISBN 2-7073-1054-9, OCLC 466966117).
- Paris, guide, Librairie internationale, 1807.
- https://www.paris.fr/equipements/ecole-polyvalente-forest-3905 : Paragraphe "Education".